# Giải bóng đá hạng nhì quốc gia Cộng hòa Síp 1996–97
Giải bóng đá hạng nhì quốc gia Cộng hòa Síp 1996–97 là mùa giải thứ 42 của bóng đá hạng nhì Cộng hòa Síp. AEL giành danh hiệu đầu tiên.

## Thể thức thi đấu
Có 14 đội tham gia Giải bóng đá hạng nhì quốc gia Cộng hòa Síp 1996–97. Tất cả các đội đều thi đấu 2 trận, một trân sân nhà và một trận sân khách. Đội nhiều điểm nhất sẽ lên ngôi vô địch. Ba đội đầu bảng thăng hạng Giải bóng đá hạng nhất quốc gia Cộng hòa Síp 1997–98 và ba đội cuối bảng xuống hạng Giải bóng đá hạng ba quốc gia Cộng hòa Síp 1997–98.

### Hệ thống điểm
Các đội bóng nhận 3 điểm cho một trận thắng, 1 điểm cho một trận hòa và 0 điểm cho một trận thua.

## Thay đổi so với mùa giải trước
Các đội thăng hạng Giải bóng đá hạng nhất quốc gia Cộng hòa Síp 1996–97
- APOP Paphos
- APEP
- Anagennisi Deryneia

Các đội xuống hạng từ Giải bóng đá hạng nhất quốc gia Cộng hòa Síp 1995–96
- AEL Limassol
- Evagoras Paphos
- Omonia Aradippou

Các đội thăng hạng từ Giải bóng đá hạng ba quốc gia Cộng hòa Síp 1995–96
- Ermis Aradippou
- Achyronas Liopetriou
- AEK Kakopetrias

Các đội xuống hạng Giải bóng đá hạng ba quốc gia Cộng hòa Síp 1996–97
- Ethnikos Latsion
- Othellos Athienou
- Ayia Napa

## Bảng xếp hạng
| Vị thứ | Đội                     | St. | T. | H. | B. | BT. | BB. | BT. | Đ. | Ghi chú                                                                  |
| ------ | ----------------------- | --- | -- | -- | -- | --- | --- | --- | -- | ------------------------------------------------------------------------ |
| 1      | AEL Limassol            | 26  | 21 | 2  | 3  | 59  | 13  | 46  | 65 | Vô địch-thăng hạng Giải bóng đá hạng nhất quốc gia Cộng hòa Síp 1997–98. |
| 2      | Evagoras Paphos         | 26  | 12 | 10 | 4  | 40  | 22  | 18  | 46 | Thăng hạng Giải bóng đá hạng nhất quốc gia Cộng hòa Síp 1997–98.         |
| 3      | Ethnikos Assia          | 26  | 13 | 5  | 8  | 43  | 29  | 14  | 44 | Thăng hạng Giải bóng đá hạng nhất quốc gia Cộng hòa Síp 1997–98.         |
| 4      | Chalkanoras Idaliou     | 26  | 12 | 3  | 11 | 31  | 37  | -6  | 39 |                                                                          |
| 5      | Ermis Aradippou         | 26  | 9  | 9  | 8  | 34  | 28  | 6   | 36 |                                                                          |
| 6      | Doxa Katokopias         | 26  | 10 | 6  | 10 | 27  | 29  | -2  | 36 |                                                                          |
| 7      | Onisilos Sotira         | 26  | 8  | 10 | 8  | 29  | 26  | 3   | 34 |                                                                          |
| 8      | Omonia Aradippou        | 26  | 9  | 7  | 10 | 24  | 22  | 2   | 34 |                                                                          |
| 9      | Digenis Akritas Morphou | 26  | 8  | 10 | 8  | 27  | 27  | 0   | 34 |                                                                          |
| 10     | PAEEK FC                | 26  | 9  | 7  | 10 | 29  | 31  | -2  | 34 |                                                                          |
| 11     | Akritas Chlorakas       | 26  | 8  | 9  | 9  | 33  | 42  | -9  | 33 |                                                                          |
| 12     | Achyronas Liopetriou    | 26  | 9  | 5  | 12 | 32  | 50  | -18 | 32 | Xuống hạng Giải bóng đá hạng ba quốc gia Cộng hòa Síp 1997–98.           |
| 13     | AEZ Zakakiou            | 26  | 7  | 4  | 15 | 27  | 32  | -5  | 25 | Xuống hạng Giải bóng đá hạng ba quốc gia Cộng hòa Síp 1997–98.           |
| 14     | AEK Kakopetrias         | 26  | 1  | 5  | 20 | 17  | 64  | -47 | 8  | Xuống hạng Giải bóng đá hạng ba quốc gia Cộng hòa Síp 1997–98.           |

Hệ thống điểm: Thắng=3 điểm, Hòa=1 điểm, Thua=0 điểm
Quy tắc xếp hạng: 1) Điểm, 2) Hiệu số, 3) Bàn thắng

## Kết quả
| ↓Home / Away→ | AEZ | AEK | AEL | AKR | ACH | DGN | DOX | ETH | ERM | EYR | OMN | ONS | PAK | CHL |
| ------------- | --- | --- | --- | --- | --- | --- | --- | --- | --- | --- | --- | --- | --- | --- |
| AEZ           |     | 2-0 | 0-2 | 2-0 | 3-0 | 0-0 | 1-3 | 3-0 | 0-2 | 0-1 | 1-0 | 1-1 | 1-2 | 6-0 |
| AEK           | 3-2 |     | 0-1 | 2-2 | 2-2 | 1-3 | 0-2 | 0-1 | 1-3 | 0-4 | 1-3 | 0-2 | 1-1 | 0-2 |
| AEL           | 2-0 | 6-1 |     | 2-0 | 6-0 | 3-0 | 2-1 | 4-0 | 2-0 | 2-1 | 1-0 | 2-1 | 1-0 | 5-1 |
| Akritas       | 3-1 | 2-0 | 1-1 |     | 2-2 | 2-1 | 2-0 | 1-4 | 1-0 | 3-3 | 1-1 | 2-2 | 1-0 | 1-0 |
| Achyronas     | 0-0 | 2-1 | 1-3 | 1-1 |     | 2-1 | 2-1 | 1-1 | 2-1 | 3-1 | 3-0 | 3-2 | 2-1 | 2-0 |
| Digenis       | 3-0 | 2-2 | 0-1 | 1-0 | 3-1 |     | 1-1 | 2-0 | 1-0 | 1-1 | 0-1 | 0-0 | 2-0 | 0-0 |
| Doxa          | 1-0 | 2-0 | 1-2 | 5-1 | 2-0 | 1-1 |     | 0-0 | 1-1 | 0-0 | 0-1 | 3-1 | 0-2 | 1-0 |
| Ethnikos      | 1-0 | 6-0 | 1-4 | 2-0 | 1-0 | 1-1 | 4-0 |     | 5-0 | 1-1 | 0-1 | 1-3 | 4-1 | 0-1 |
| Ermis         | 2-1 | 3-0 | 1-0 | 1-1 | 6-2 | 1-2 | 2-0 | 1-1 |     | 0-2 | 0-0 | 0-0 | 0-0 | 1-1 |
| Evagoras      | 1-0 | 2-1 | 0-0 | 3-1 | 3-0 | 4-0 | 3-0 | 2-1 | 0-0 |     | 1-0 | 2-2 | 0-0 | 3-1 |
| Omonia        | 2-0 | 0-0 | 2-1 | 0-0 | 4-0 | 3-1 | 0-1 | 1-3 | 0-1 | 1-1 |     | 1-1 | 0-0 | 1-2 |
| Onisilos      | 0-0 | 3-0 | 0-1 | 0-2 | 2-0 | 1-1 | 0-1 | 1-2 | 2-0 | 0-0 | 1-0 |     | 1-1 | 1-0 |
| PAEEK FC      | 1-2 | 4-1 | 1-0 | 4-2 | 2-1 | 0-0 | 0-0 | 1-2 | 1-6 | 2-0 | 1-0 | 1-2 |     | 2-0 |
| Chalkanoras   | 2-1 | 2-0 | 0-5 | 4-1 | 1-0 | 1-0 | 3-0 | 0-1 | 2-2 | 3-1 | 1-2 | 2-0 | 2-1 |     |